# 棕凤头䳍
，是䳍形目䳍科的一种鸟类。

## 特征
棕凤头䳍体重约772.93克，翼长约223.9毫米，嘴峰长约32.5毫米，喙宽度约7.9毫米，喙厚度约8.2毫米，跗蹠长约49.5毫米，尾长约78毫米。棕凤头䳍在其分布区内为留鸟，其栖息在半开放的中等高度的林地中，食性为草食性。

## 亚种
- ：分布于巴拉圭查科的干旱地区，可能也分布在邻近的阿根廷北部。
- ：分布于阿根廷中北部干旱的坚木（Schinopsis）林地。[4]